# 華蓋五
仙后座ψ，又名BD+67 123，HD 8491、SAO 11751、HR 399，是仙后座的一颗恒星，视星等为4.74，位于銀經126.15，銀緯5.47，其B1900.0坐标为赤經1h 18m 51.7s，赤緯+67° 5.47′ 29″。